# مترو تشنغشو
خط تشنغشو (بالصينية: 郑许线) هو خط مترو أنفاق يربط بين مدينتي تشنغتشو وشيويتشانغ في مقاطعة خنان، الصين. تم افتتاح المرحلة الأولى من الخط في 20 يونيو 2022.

## الوصف
يمتد الخط على طول 67.13 كيلومترًا ويضم 19 محطة في مرحلته الأولى. يربط الخط بين محطة تشنغتشو هانغكونغ قانغ ومحطة شيويتشانغ شرق، ما يسهم في تعزيز التكامل الإقليمي بين المدينتين.

## التطوير
يُعد خط تشنغشو جزءًا من خطة توسعة شبكة المترو في منطقة تشنغتشو الكبرى، ويمثل أول خط مترو يربط بين مدينتين في خنان عبر نظام المترو.